# Comberouger
Comberouger é uma comuna francesa na região administrativa de Occitânia, no departamento de Tarn-et-Garonne. Estende-se por uma área de 12,22 km². Em 2010 a comuna tinha 284 habitantes (densidade: 23,2 hab./km²).

## Sites e Monumentos

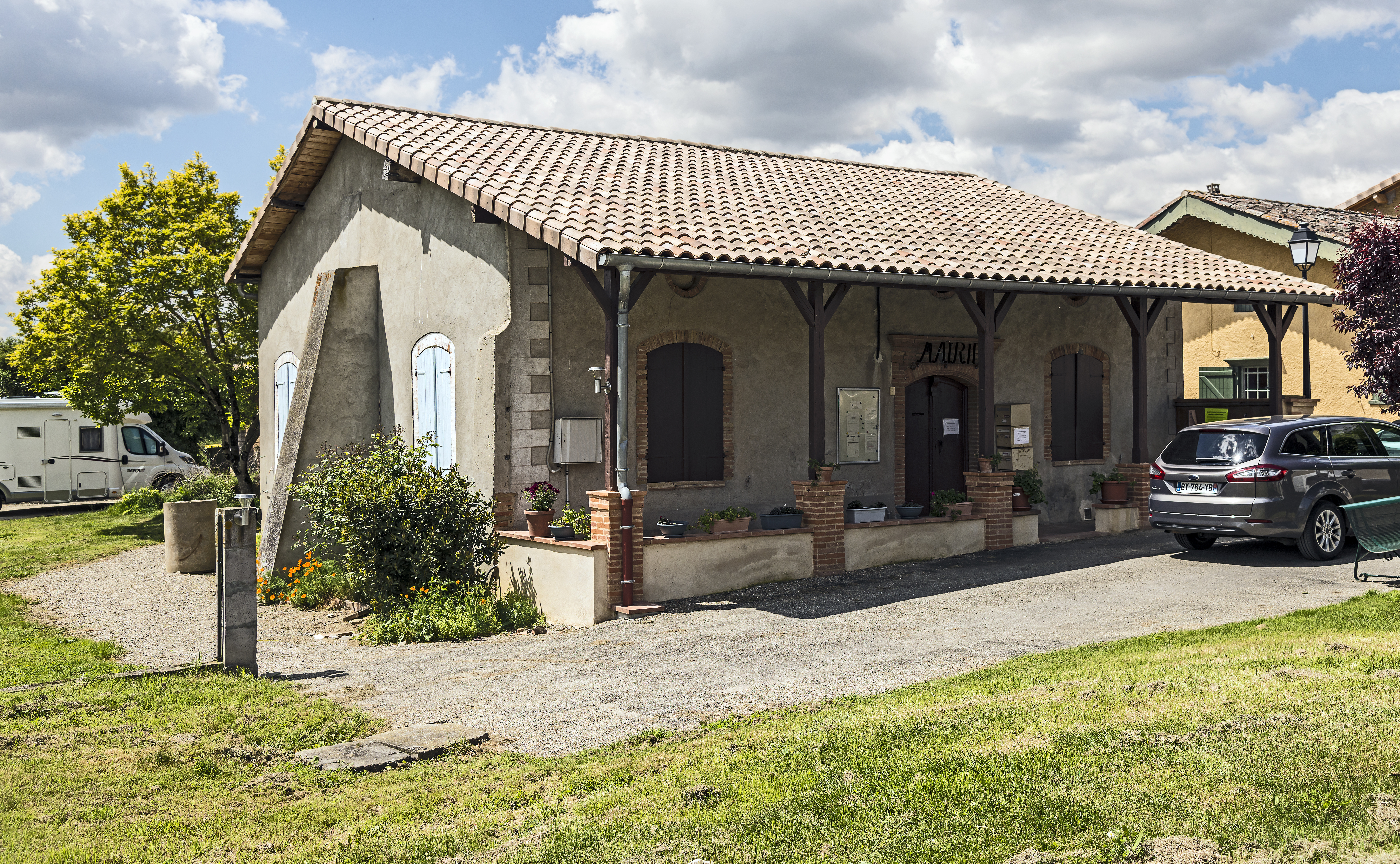
Câmara Municipal
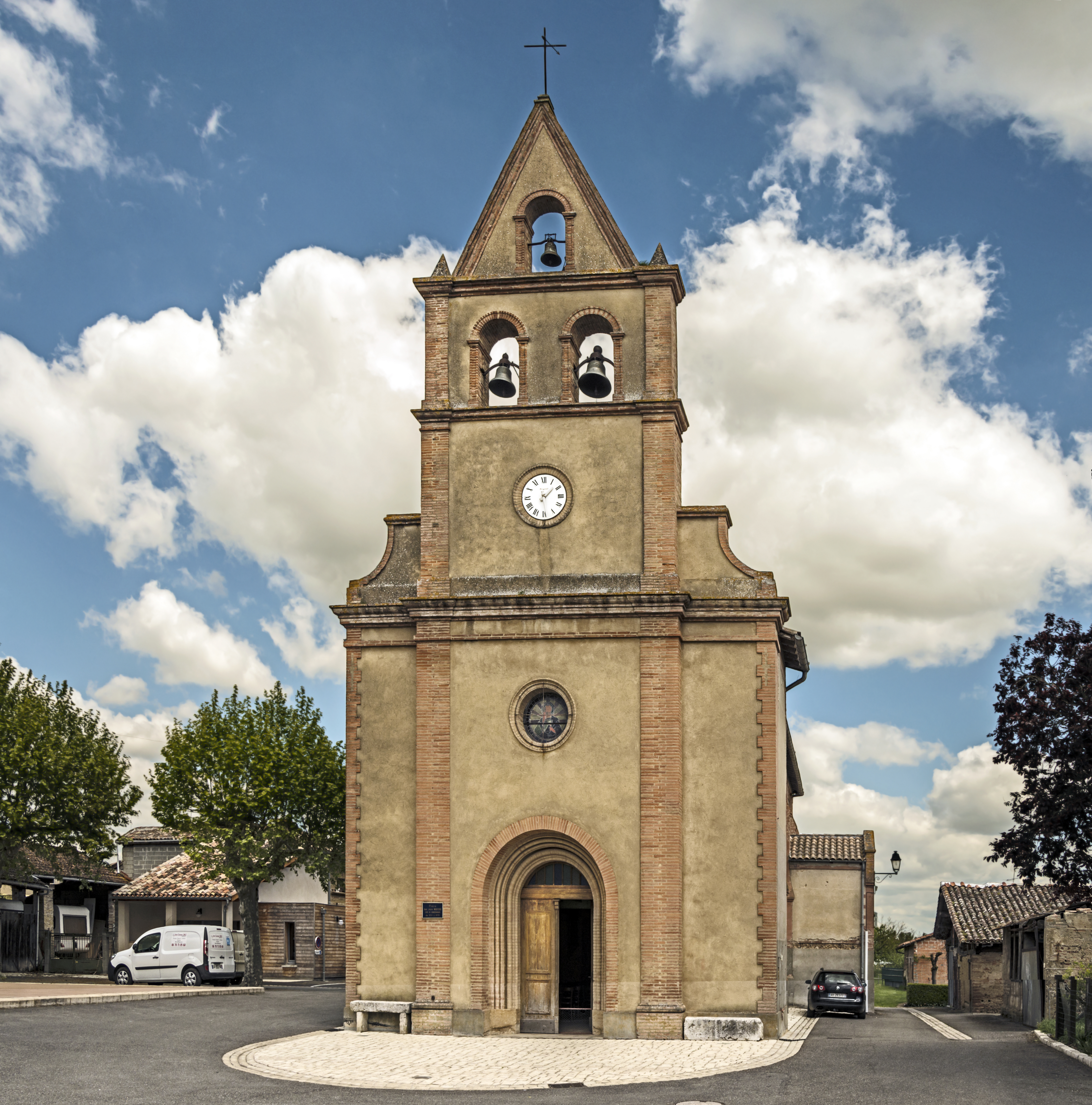
A igreja
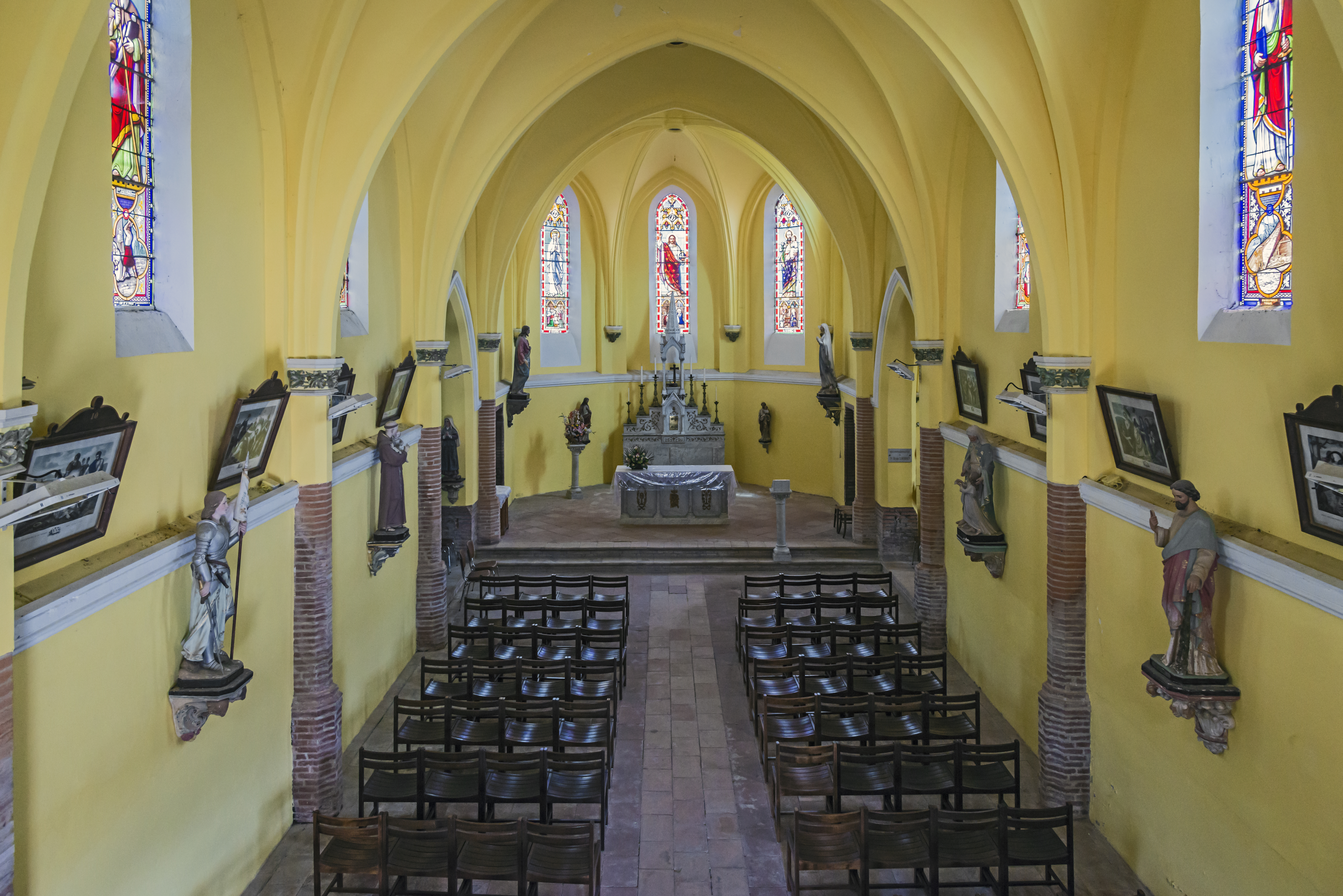
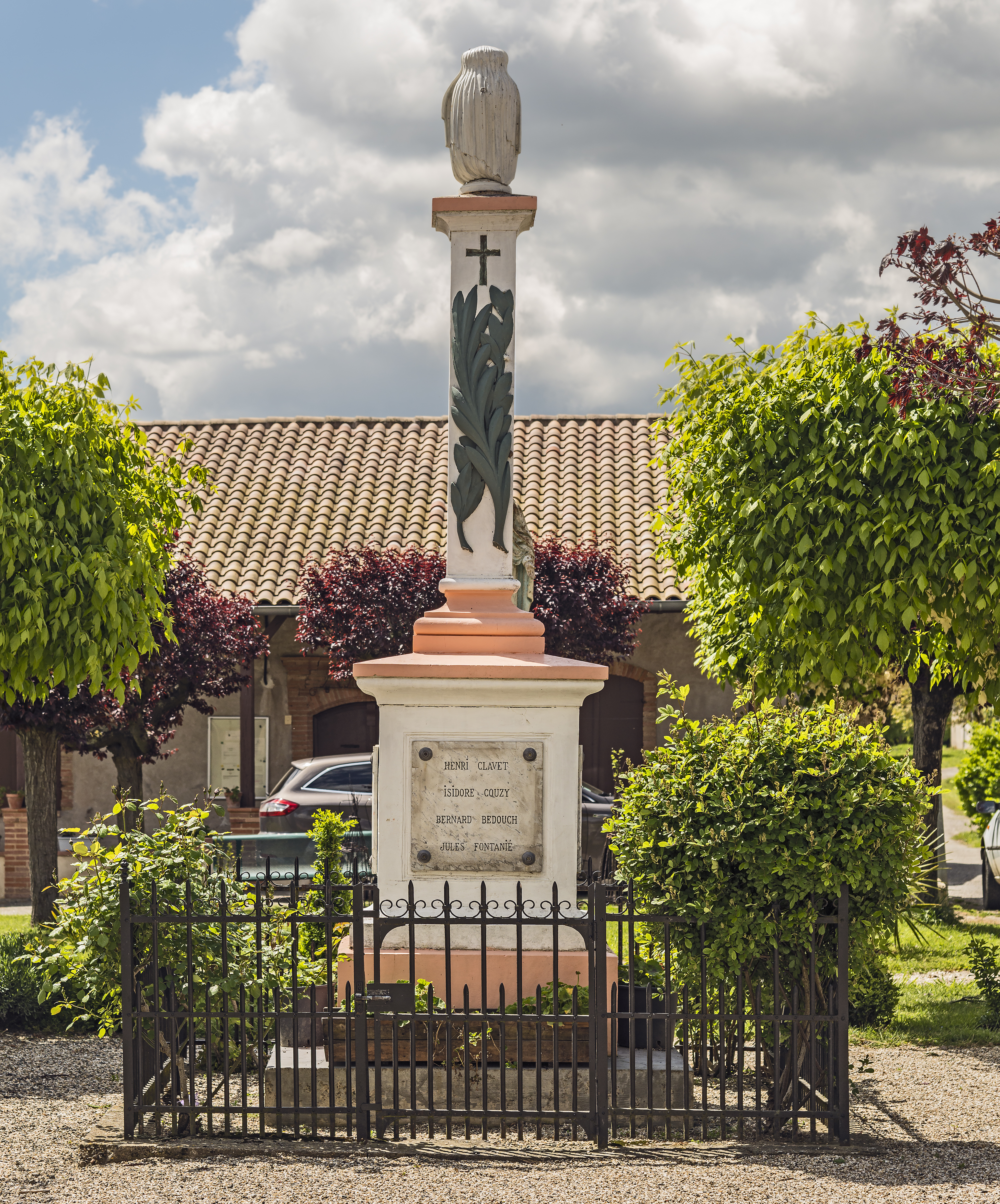
O memorial da guerra